# Billy Cannon
Billy Cannon (Philadelphia, 2 augustus 1937 - St. Francisville (Louisiana), 20 mei 2018) was een Amerikaans American football speler. Hij speelde van 1957 tot 1959 College football voor de Louisiana State Universiteit, waar hij in 1959 de Heisman Trophy won. Cannon speelde van 1960 tot 1970 in de NFL voor de Houston Oilers, Oakland Raiders en de Kansas City Chiefs. Hij speelde tijdens zijn carrière op verschillende posities en was zeer succesvol.

## Universitaire carrière
Cannon was een zeer gewild speler en werd door meerdere universiteiten benaderd. Cannon stelde echter een eis; een vaste baan zodat hij geld kon verdienen voor zijn familie. Meerdere universiteiten wilden hem dit niet garanderen omdat ze bang waren dat hij zich dan niet volledig zou focussen op football. Alleen de Louisiana State universiteit (LSU) kon hem dit bieden, zijn moeder vond dit een goede universiteit en Cannon vertrok vervolgens naar LSU.
In zijn eerste seizoen speelde Cannon als runningback, cornerback en als punter. Cannon werd al snel een vaste waarde in het team nadat hij in een wedstrijd tegen Texas Tech, 140 yards verzamelde met maar acht pogingen, ook scoorde hij twee touchdowns tegen de Alabama Crimson Tide. Cannon werd na zijn eerste seizoen opgenomen in het SEC All-Sophomore team.
In zijn tweede seizoen kreeg Cannon te maken met het 3-team systeem dat coach Paul Dietzel bedacht had zodat al zijn spelers fit zouden blijven. Het LSU team bestond uit het  "Go Team", het "White Team", en de "Chinese Bandits". Het White Team bestond uit de meest talentvolle spelers van LSU met Cannon als hun leider. Dit systeem bracht LSU veel succes, het team behaalde een ongeslagen seizoen en werd gezien als een van de beste teams van het land. Cannon werd uitgeroepen tot speler van het jaar door verschillende kranten en werd opgenomen in het All-SEC football team. Cannon eindigde als derde in de Heisman verkiezing, achter winnaar Pete Dawkins en Randy Duncan.
In zijn derde seizoen werd LSU gezien als de favoriet om het nationale kampioenschap te winnen. De Tigers begonnen het seizoen zeer goed. Het team won hun eerste 6 wedstrijden zonder een touchdown tegen te krijgen. Cannon liet in die zes wedstrijden zien een hele veelzijdige speler te zijn; hij leidde het team in total yards en onderschepte een pass waarmee hij een defensieve touchdown scoorde, later in het seizoen nam LSU het op tegen de Ole Miss Rebels, die ook ongeslagen waren. LSU won de wedstrijd 7–3. LSU wist echter niet het nationale kampioenschap te winnen. Cannon won aan het einde van het seizoen de Heisman Trophy vanwege zijn prestaties. Na het 1959 seizoen besloot LSU om de nummer 20 van Cannon uit de roulatie te nemen.

## Professionele carrière
In november 1959 tekende Cannon een contract bij de Los Angeles Rams. Cannon zou hiermee $30.000 dollar verdienen en hij kreeg ook nog een bonus van $10.000 dollar. De eigenaar van de Houston Oilers, Bud Adams, besloot echter dit te matchen en beloofde Cannon ook nog een Cadillac als hij voor de Oilers zou spelen. Cannon besloot om het contract van de Oilers te tekenen. De Rams waren woedend en klaagden Cannon en de Oilers aan. De Rams verloren de rechtszaak en Cannon ging spelen voor de Oilers. De rechter, William Lindbergh, noemde Cannon wel een zeer naïef persoon.
Cannon beleefde een fantastisch eerste seizoen bij de Oilers. Hij speelde samen met de legendarische Quarterback George Blanda. Cannon verzamelde 644 rushing yards en ving vijf touchdown passes. In zijn eerste seizoen wonnen de Oilers het AFL championship. Cannon werd benoemd tot MVP.
Cannons tweede seizoen was ook zeer succesvol: het team begon wel slecht aan het seizoen en coach Lou Rymkus werd ontslagen maar nadat Wally Lemm tot coach werd benoemd, won het team vervolgens tien wedstrijden en Cannon verzamelde 948 rushing yards en was tevens de speler met de meeste all-purpose yards. De Oilers werden voor de tweede keer AFL champions en Cannon werd weer verkozen tot MVP. Cannon werd opgenomen in het 1961 AFL All-League Team en werd uitgenodigd om te spelen in de AFL All-Star Game.
In de twee daaropvolgende seizoen raakte Cannon steeds geblesseerd aan zijn rug en been; hij speelde zeer weinig en zijn contract werd in 1963 ontbonden.
Cannon tekende daarna een contract bij de Oakland Raiders waar hij zou worden ingezet als Wide receiver en Tight end. Cannon beleefde veel successen bij de Raiders.
In 1970 tekende Cannon een contract bij de Kansas City Chiefs, hij raakt echter snel geblesseerd en kondigde aan te stoppen met football.
Tijdens zijn 11 jaar durende carrière verzamelde Cannon 2.455 rushing yards , 3.656 receiving yards, en scoorde hij 64 touchdowns.

## Leven na football
Cannon raakte na zijn carrière in de financiële problemen. Hij werd slachtoffer van fraude en verloor veel geld door verkeerde investeringen. Ook was hij zelf betrokken bij een grote fraudezaak. Cannon werd veroordeeld tot een straf van vijf jaar, na 2,5 jaar werd hij vrijgelaten. Cannon probeerde vervolgens zijn eigen tandartskliniek op te zetten, dit mislukte. In 1995 werd Cannon tandarts in de Louisiana State Penitentiary. De tandartspraktijk in de gevangenis was een chaos; veel tandartsen weigerden de gevangenen te helpen en er konden bijna geen afspraken gemaakt worden. Cannon besloot om het hele programma te reorganiseren en met groot succes. Cannon werd daarna voor vast aangenomen. Directeur Burl Cain was onder de indruk van Cannons toewijding en besloot om Cannon de leiding te geven over het hele medische programma in de gevangenis. Cannon was tot 2017 tandarts in de gevangenis waar veel gevangenen hem "Legend" noemen.
In februari 2013 kreeg Cannon een beroerte en werd opgenomen in het ziekenhuis van Baton Rouge. Cannon herstelde volledig en ging daarna weer aan het werk in de gevangenis.
Cannon overleed in 2018 op 80-jarige leeftijd.